# Gamblerství

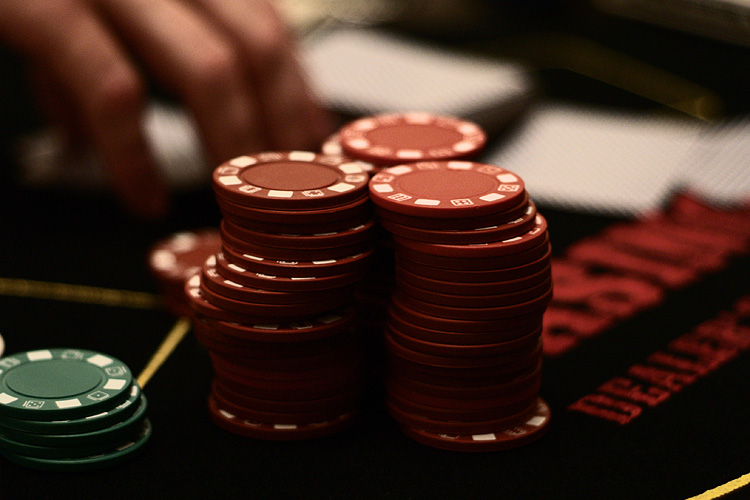
Herní žetony

Gamblerství neboli gambling či patologické hráčství je chorobná závislost na hraní hazardních her. Gamblerství je považováno za patologickou psychickou závislost na lákavé představě rychlého zisku peněz nebo jiné hmotné výhry. Pravidla her jsou přitom nastavena z dlouhodobého hlediska pro hráče nevýhodně. Mnozí hráči získávají závislost na hře tím, že mají rostoucí finanční problémy a snaží se je vyřešit další účastí ve hře a vytvářejí tak bludný kruh. Závislé osoby (tzv. gambleři) dokážou prohrát ohromné částky, což má často za následek zásadní narušení mezilidských vztahů a existenční potíže nejen samotných hráčů, ale často i jejich blízkých. Gamblerství bývá spojeno s jinými druhy závislostí, například na drogách. Gamblerství je na vzestupu také díky vzrůstající online dostupnosti. Český zákon nedovoluje hru hazardních her osobám mladším osmnácti let a do heren s automaty jim pak úplně zakazuje vstup.

## Příznaky
Mezi typické příznaky patologického hráčství patří:
- Hra jako životní náplň, výhra jako maximální životní úspěch.
- Touha po okamžité výhře v případě prohry, a to i za cenu velkých finančních ztrát.
- Žádný finanční strop hry – vede k prohlubování dluhů a finančním problémům, v krajním případě až k exekuci.
- Časté půjčování peněz od blízkých.
- Problémy se spánkem.
- Problémy s koncentrací.
- Přemýšlení o hazardu v průběhu celého dne.
- Snížení výkonnosti a ctižádosti.
- Ztráta pojmu o čase.
- Výčitky svědomí.
- Prohlubující se příznaky, rostoucí potřeba hry a výhry.[2]

Příznaků je ovšem více a mohou se lišit dle individuálních předpokladů hráče.

## Tři fáze léčby problémového hráčství
Psychiatr Dr. Robert L. Custer je průkopníkem moderní léčby patologického a problémového hráčství a navrhl model zahrnující tři fáze kompulzivního hráčství a tři fáze léčby. Tyto fáze byly popsány už dávno, přesto, že svět hazardu prošel změnou, fáze zůstávají ve svém principu stejné. Uvedené fáze jsou tyto: výherní fáze, fáze proher a fáze zoufalství. Všechny tři fáze jsou blíže popsané v článku níže. 
Pokud člověk projde všemi fázemi, ocitá se na dně, je v beznaději, obvykle se lidé v těchto fázích potýkají s alkoholismem, požíváním drog a někdy trestnou činností. Běžné jsou i sebevražedné myšlenky.

### Fáze gamblerství
Gambleři si zpravidla projdou třemi fázemi, přičemž každá další fáze je nebezpečnější než fáze předchozí:
1. Fáze vyhrávání: Princip kasinových her je takový, že hráči někdy vyhrají, jindy zase prohrají. Hráč v první fázi vidí, že lze vyhrát nemalé částky prakticky bez práce a začne počítat s tím, že výdělek z hazardních her by mohl být pravidelný, což ho ke hře stále více láká.
2. Fáze prohrávání: Hráč věří, že je díky hazardním hrám možné vydělávat. Ve druhé fázi ovšem hráč do hry začne investovat stále více svých prostředků i času. Právě ve druhé fázi přichází pocit bažení, kdy hráč myslí na hru a touží se k ní co nejdříve vrátit. Ve fázi prohrávání si hráč také začíná půjčovat a zadlužovat se.
3. Fáze zoufalství: Ve třetí fázi začnou být dluhy pro hráče tak závažné a touha po hře tak intenzivní, že hráč zpravidla začne páchat trestnou činnost, aby mohl splácet dluhy a financovat další hru. Vzhledem k tomu, že si hráč v této fázi uvědomuje, že se z nastalé situace prakticky nemá šanci dostat, přicházejí deprese.

## Regulace hazardu
Státy po celém světě se snaží regulovat hazardní odvětví a s ním i vznik gamblerství. Hazardní hry je ovšem dnes možné provozovat v internetových hernách, které jsou zakládány v daňových rájích nebo zemích s velmi liberální legislativou jako jsou Kajmanské ostrovy nebo Gibraltar. V důsledku toho dochází ke zdaňování zisků z internetového hraní často mimo země hráčů. Státy se brání hraní na internetu různými metodami včetně zablokování transakcí na účty jistých společností (USA) nebo zablokování konkrétních stránek (Turecko). Ukazuje se však, že tato regulační opatření se často míjí účinkem. Proto jiné státy (Velká Británie) jsou k internetovému hraní liberálnější.
V České republice 1. ledna 2017 vešel v platnost Zákon o hazardních hrách, který mimo jiné stanovuje podmínky získání licence pro legální provoz heren a kasin. Licenci uděluje Ministerstvo financí České republiky jak pro jednotlivé herny nebo kasina, tak pro jednotlivé hry, které se smějí provozovat. Herny nesplňující podmínky jsou uzavírány, v případě internetových heren je podle zákona možné blokovat jejich internetové stránky pro obyvatele ČR. Mnohé provozovny stále hazardní hry a zejména výherní automaty nelegálně provozují a vydávají je za takzvané „kvízomaty“.
Přes právní normu roste především díky internetovým hernám počet hráčů hazardních her v ČR. Například v roce 2023 v Česku prohráli hráči 53,8 milard Kč, o třetinu více oproti roku 2022. Problémem zůstává, že v případě, že spadnou do závislosti, zůstávají izolovaní a o jejich problémech nemusí dlouho nikdo vědět. V případě problémů se závislostí na hře se lze obrátit například na Psychiatrickou léčebnu Bohnice, kde lze obdržet také kontakty na svépomocné skupiny anonymních hráčů. Ne vždycky se však na jejich závislost přijde. A proto, když se neléčí, přijdou o peníze, a v nějakých případech se dokonce zadluží a mají velké problémy. Často je nedokáží vyřešit, čímž zaviní svůj konec, skončí na ulici jako bezdomovci.

## Překonání problémů s hráčstvím
Překonat problém s patologickým hráčstvím je náročné, ale přesto možné. V první řadě existují kroky, které může jedinec podniknout sám. V první řadě je nutné si přiznat, že jedinec má problém, obvykle je to ten nejtěžší krok, který člověk udělá. Potom nastupuje kritická fáze, kde si člověk uvědomí ústup financí, co udělal a kam se dostal. Začíná přemýšlet s čistou hlavou a odolává nutkání hrát. Snaží se budovat svůj život bez hazardu. Snaží se napravit vztahy, nabýt finance, vyplatit dluhy a také současné výdaje. Existuje tzv. Transteoretický model, který vznikl koncem 70. let na základě zkušenosti kuřáků bojujících s vlastní závislostí. Říká o tom, že lidé dělají průběžné změny ve svém běžném chování cyklicky. Model představuje 6 fází.
1. Prekontemplace – Člověk si neuvědomuje své škodlivé chování a ani to, že z něj plynou negativní následky.
2. Kontemplace – Jedinec si začíná uvědomovat škodlivé chování, nemusí si být jistý, zda chce provést změnu.
3. Rozhodnutí – Zde se lidé začínají rozhodovat o pořízení změny.
4. Akce – Podstoupí změnu a jsou odhodláni v ní pokračovat.
5. Udržení – Jedinci, kteří se dostali do této fáze, jsou odhodláni pokračovat ve změně i v budoucnu.
6. Terminace – Malá část lidí, která se dostala do této fáze, nemá chuť pokračovat v nezdravém chování.

Relapsy se mohou vyskytovat v každé fázi a překážet lidem v dosahování cílů. Je třeba vydržet, významným krokem je poprosit o podporu rodinu a přátele. Pokud je to nutné, neváhejte vyhledat pomoc odborníků.

## Diagnóza patologického hráčství
Hazard se může zdát jako neškodná zábava, ale velmi rychle může přejít do něčeho, co je těžko ovládat. Existuje několik způsobů diagnózy patologického hráčství, díky kterým je možné rozpoznat je jako seriózní problém.
Gamblers anonymous je jedna z organizací, které se věnují problematice patologického hráčství a jejich hlavním cílem je pomáhat lidem organizováním podpůrných skupin po celém světě. Aby hráč zjistil, zda je patologickým, používá organizace dotazník s 20 otázkami, na které dotyčný odpovídá ano / ne.
Otázky z dotazníku:
- Zameškali jste kvůli hazardu práci nebo školu?
- Zapříčinil někdy hazard ve Vaší domácnosti nespokojenost?
- Měl hazard vliv na Vaši pověst?
- Cítili jste někdy po hraní výčitky svědomí?
- Uchýlili jste se někdy k hazardu, abyste získali peníze, se kterými byste pak splatili dluhy nebo jinak vyřešili své finanční problémy?
- Způsobil hazard pokles ambice nebo efektivity?
- Měli jste po prohře pocit, že se musíte rychle vrátit a vyhrát ztráty zpět?
- Měli jste po výhře silné nutkání vrátit se a vyhrát víc?
- Hráli jste tak často, dokud jste všechno neprohráli?
- Půjčili jste si někdy, abyste dotovali svou hazardní činnost?
- Prodali jste někdy něco, abyste dotovali svou hazardní činnost?
- Zdráhali jste se použít „Peníze na hazard“ na běžné výdaje?
- Vedl u vás hazard ke ztrátě zájmu o vlastní blaho nebe blaho rodiny?
- Hráli jste někdy déle, než jste plánovali?
- Uchýlili jste se někdy k hazardu, abyste unikli před strachem, problémy, nudou, osamělostí, smutkem nebe ztrátou?
- Spáchali jste někdy nebo uvažovali jste o spáchání trestného činu, abyste mohli dotovat svou hazardní činnost?
- Způsobil vám hazard problémy se spánkem?
- Vzniká ve vás po hádce, zklamání nebo frustraci nutkavá potřeba hrát?
- Měli jste někdy silné nutkání oslavit nějaký úspěch několika hodinami hazardního hraní?
- Měli jste někdy v důsledku hazardu sebedestruktivní nebo sebevražedné myšlenky?

Podle Gamblers Anonymous je patologický hráč ten, kdo odpoví na 7 a více otázek ano.
Dotazník je k dispozici v elektronické podobě na stránce Gamblers Anonymous.

## Diagnóza DSM-5
Nejčastěji používaná metoda určení, zda se jedná o seriózní diagnózu, je metoda DSM-5. Ta je popsaná ve vydání Diagnostického a statistického manuálu mentálních poruch (Diagnostic and Statistical Manual of Mental Disorders: DSM-5).
Body, které obsahuje (4 a více) ukazují k patologickému hráčství.
- Potřeba hrát s čím dál většími obnosy, aby se dosáhlo požadované stimulace.
- Neklid a podráždění při pokusu hazardní činnost omezit nebo s ní skoncovat.
- Opakované neúspěšné pokusy získat kontrolu nad hazardem, omezit ho nebo s ním zcela skončit.
- Časté myšlenky na hazard (např. nepolevující promítání minulých hazardních prožitků, plánování dalších návštěv kasina, přemýšlení o tom, jak získat peníze na hazard atd.).
- Uchýlení se k hazardu ve stresu (např. beznaděj, pocit viny, úzkost, deprese).
- Po prohře se hráč často vrací další den, aby se dostal „na nulu“ (dohánění ztrát).
- Lhaní s cílem zamaskovat míru gamblerství.
- Ohrožení nebo ztráta důležitého vztahu, práce nebo vzdělávací či kariérní příležitosti kvůli hazardu.
- Spoléhání se na ostatní, že poskytnou peníze, aby ulevili zoufalé finanční situaci způsobené hazardem.
- Hazardní chování lze nejlépe popsat jako manickou epizodu.[3]

Stupně závažnosti: lehký stupeň splňuje 4 až 5 kritérií, mírný stupeň 6 až 7 kritérií a těžký/závažný stupeň 8 až 9 kritérií.
Poznámka: Diagnóza na základě kritérií DSM-5 je mnohem komplikovanější a obsahuje daleko více specifikací ve srovnání se souborem 20 otázek sestaveným organizací Gamblers Anonymous. Je to dáno tím, že metodika DSM-5 je určena pro odborníky v oblasti zdravotnictví. Tato kritéria poskytují obrázek o celkovém stavu, ale rozhodně je nepoužívejte k autodiagnostice.

## Systém zodpovědného hraní
Některé země zavedly v rámci svých právních předpisů o hazardních hrách možnosti zodpovědného hraní pro celou zemi. Nejčastěji zahrnují celostátní rejstříky osob, které by z různých důvodů neměly hrát hazardní hry, ale konkrétní podmínky se v jednotlivých regionech mohou lišit.
1. Gamstop (Anglie) – Hráči se mohou vyloučit ze všech kasin, kterou drží licenci vydanou komisí pro hazardní hry Spojeného království, přesto, že se zapojí, stále budou přijímat marketingovou komunikaci, pokud si ji sami nevypnou.
2. Spelpaus (Švédsko) – Funguje podobně jako Gamstop, ale poskytuje ještě silnější ochranu. Zabraňuje hraní nejen v online kasinech, ale i v kamenných.
3. Systém sebevyloučení maltského úřadu pro hazardní hry.
4. Registr vyloučených osob v Česku a na Slovensku, který obsahuje ty, kteří sami požádali o vyloučení, dále osoby v hmotné nouzi a osoby s nimi tvořící společnou domácnost, osoby, kterým byla diagnostikována nemoc patologického hráčství podle mezinárodní klasifikace nemocí, studenti, jimž bylo přiznáno sociální stipendium.